# Geschichte der Juden in Brody
Die Geschichte der Juden in Brody beschreibt das Leben in einer der wichtigsten jüdischen Schtetl Galiziens im 19. Jahrhundert. Joseph Roth setzte ihr in seinen Romanen ein Denkmal.

## Polen-Litauen
1648 lebten 400 jüdische Familien in Brody. 1720 heiratete Israel ben Elieser, der spätere Begründer des Chassidismus in der Stadt. 1736 gründete sich die erste chassidische Gemeinde.
Um 1760 wurde die Stadt Sitz des jüdischen Vierländerrates von Polen und Litauen.
1772 wurde die chassidische Gemeinde von der orthodoxen Gemeinde mit einem Bann belegt.

## Österreich
1772 kam Brody zur Habsburgermonarchie und wurde Grenzstadt zum Russischen Reich. 1778 wurde es Freihandelszone, was einen enormen wirtschaftlichen Aufschwung auch für jüdische Kaufleute bedeutete.
Für Juden wurde Deutsch die Umgangssprache.
1784 wurde eine jüdische Grundschule eröffnet.
Um 1800 wurde es zu einem Zentrum der jüdischen Aufklärung (Haskala) in Österreich mit Menachem Mendel Lefin, Nachman Krochmal, Salomo Juda Rapoport und Josef Perl.
Es gab auch eine orthodoxe Gemeinde mit Rabbiner Zwi Hirsch Chajes.
1815 wurde eine jüdische Realschule gegründet.
Bis 1860 hatte Brody die zweitgrößte jüdische Bevölkerung in Galizien. 1869 waren mehr als 80 % der Einwohner jüdisch.
1879 wurde der Freihandelsstatus aufgehoben. Zahlreiche Juden gingen in die USA.
Von 1894 bis 1913 lebte Joseph Roth in der Stadt. Er beschrieb sie in seinen Romanen wie Radetzkymarsch.

## Zweite Polnische Republik
1919 kam Brody zu Polen.

## Deutsche Besetzung
1941 wurden viele Juden aus Brody getötet. 1942 wurde ein Ghetto in der Stadt eingerichtet. 1943 wurden fast alle 9.000 Einwohner des Ghettos getötet.

## Ukraine
Nach 1945 lebten nur noch wenige Juden in Brody.

## Schachspieler
Aus Brody stammen mehrere jüdischstämmige Schachmeister.
- Jacob Rosanes (1842–1922)
- Jacob Mieses (1865–1954) (Eltern aus Brody)
- Oscar Chajes (1873–1928)
- Daniel Abraham Yanofsky (1925–2000)